# Edmée de La Rochefoucauld
Pour les articles homonymes, voir La Rochefoucauld.
Edmée de La Rochefoucauld (née Edmée Frisch de Fels le 28 avril 1895 à Paris et morte le 20 septembre 1991 à Paris) est une femme de lettres française, duchesse de La Rochefoucauld par son mariage avec le duc Jean de La Rochefoucauld.

## Biographie

### Enfance
Fille cadette du comte Edmond de Fels (diplomate, directeur de la Revue de Paris) et de la comtesse, née Jeanne Lebaudy, Edmée Frisch de Fels est née à Paris XVIIe au 3, rue Montchanin, et passe son enfance dans le splendide hôtel de Rigny, résidence de ses parents au no 135, rue du Faubourg-Saint-Honoré (aujourd'hui résidence de l'ambassadeur du Canada).
Cadette de trois frères et sœurs, elle a une enfance dorée dans un milieu très cultivé, passionné d'art (son père fut un spécialiste de l'architecture du XVIIIe siècle) et extrêmement fortuné par l'héritage maternel des sucres Lebaudy.
Elle passa une partie de son enfance dans le château de Voisins, à côté de Rambouillet où son père, très sportif et grand chasseur, possédait une vaste propriété avec un golf privé.
Le 26 décembre 1917, Edmée de Fels épouse le comte Jean de La Rochefoucauld (1887-1970), qui deviendra le treizième duc de La Rochefoucauld à la disparition de son père en 1926, et dont elle a quatre enfants : Isabelle (1919-2011), François (1920-2011), Philippe (1922-1993) et Solange (1933-2016).
Solange de La Rochefoucauld deviendra à son tour femme de lettres, connue sous son nom d'épouse : Solange Fasquelle.

### Mathématiques et peinture d'art
S'intéressant aux mathématiques, Edmée de La Rochefoucauld publie en 1926 Fonction de x et Nombre. Elle s'adonne également à la peinture, prenant les leçons du peintre symboliste Lucien Lévy-Dhurmer, qui lui enseigne les techniques du pointillisme et du chromatisme. Le portrait qu'elle peint de Paul Valéry obtient une mention au concours de la mairie de Paris et orne la couverture d'un des livres qu'elle lui a consacrés, Images de Valéry.
Elle est l'auteur, entre autres, d'un portrait de l'abbé Mugnier.

### Féminisme
Edmée de La Rochefoucauld dirige à partir de 1927 le périodique de l'Union nationale pour le vote des femmes (UNVF), L'Union nationale des femmes, et préside à partir de décembre 1930 cette association, où militent notamment Marguerite Teillard-Chambon et Marie-Thérèse Moreau. Elle en fait un mouvement dynamique dans les années 1930 et l'association bénéficie de ses relations dans le monde politique conservateur et modéré,. Le mouvement qu'elle préside avant et après la Seconde Guerre mondiale est une organisation catholique fondée en 1920 qui se situe à la droite de l'échiquier féministe.
Ardente féministe, elle s'occupe à faire progresser leur cause et à obtenir leurs droits civiques jusqu'à l'obtention du vote des femmes, accordé par le général de Gaulle en 1944. Elle organise quantité de conférences et de congrès dans ce but, se heurtant à l'extrême misogynie de certains hommes politiques et publie La Femme et ses droits.

### Littérature, philosophie et poésie
Mais elle s'illustre surtout dans la littérature, notamment la poésie. Abel Bonnard l'encourage à publier ses poésies. Ses premiers recueils, suivis d'essais littéraires, paraissent chez l'éditeur Kra sous le pseudonyme de Gilbert Mauge. L'influence de Paul Valéry est manifeste dans une œuvre hantée par la mort et la fuite du temps, notamment dans des recueils comme La Vie humaine (1928).
Elle fut pendant des années la présidente du jury du prix Femina.
Avec son frère André elle posséda la société éditrice de la Revue de Paris, revue littéraire dont la parution cessera en 1970.
À la demande de Pierre de Boisdeffre, elle publie des études littéraires mettant à profit sa familiarité avec les écrivains de son temps : En lisant les cahiers de Paul Valéry (3 vol., 1964), un essai sur Léon-Paul Fargue, une biographie d'Anna de Noailles.
Elle s'intéresse également à la philosophie morale avec des textes comme : Le Voyage dans l'esprit (1931), Les Moralistes de l'intelligence (1945), Pluralités de l'être (1957), Spectateurs (1972), De l'ennui (1976), L'Acquiescement (1978).
Elle connut et fréquenta des gens aussi divers que le peintre Georges Mathieu, l'ethnologue Marcel Griaule ou l'écrivain André Malraux et s'intéressait aussi à la culture canaque.

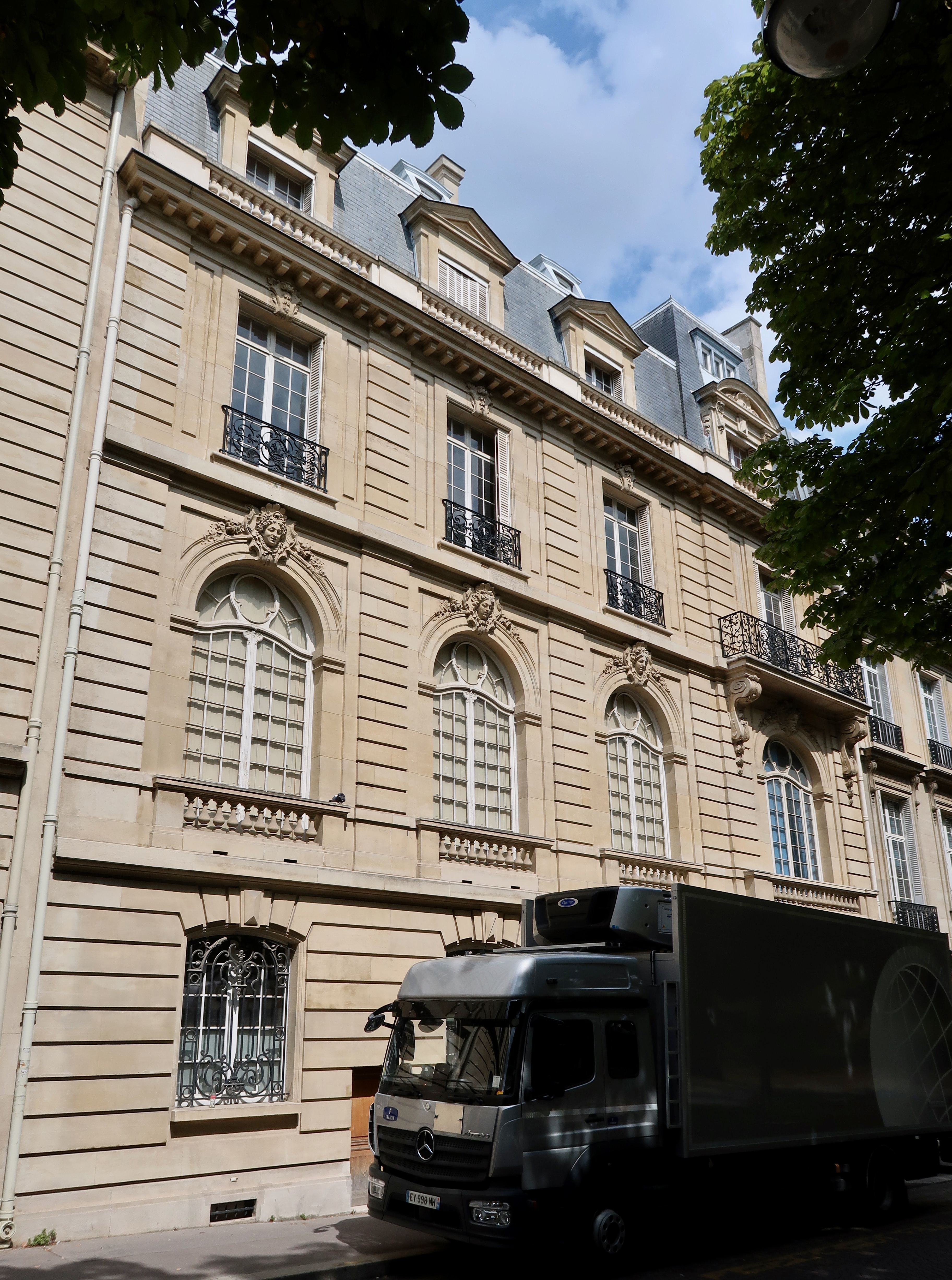
Hôtel particulier de la duchesse de La Rochefoucauld, 8 place des États-Unis.

Trois volumes de mémoires paraissent en 1982, 1984 et 1989, sous le titre général de Flashes. Les anecdotes et les portraits y sont finalement peu abondants, alors que la duchesse de La Rochefoucauld a, pendant des décennies, reçu le Tout-Paris des lettres et de la pensée dans les salons de son hôtel particulier sis 8 place des États-Unis, réputé être l'antichambre de l'Académie française.

### Disparition
Edmée de La Rochefoucauld est morte le 20 septembre 1991 à Paris et a été inhumée dans le caveau des La Rochefoucauld, à Montmirail (Marne), dans la crypte située sous la chapelle du couvent.

## Distinctions
- À partir de 1927 : dirige l'Union nationale pour le vote des femmes
- 1962 : élue à l'Académie royale de langue et de littérature françaises de Belgique[6] le 10 novembre[7].
- Présidente du jury du Prix Femina
- Depuis 2000 : le Prix Edmée-de-La-Rochefoucauld récompense chaque année un écrivain pour son premier roman.

De l'Académie française
- 1935 : Prix Ferrières pour Problèmes nationaux vus par des Françaises
- 1948 : Prix Anaïs Ségalas pour La vie commode aux peuples
- 1955 : Prix Botta pour l'ensemble de son œuvre
- 1968 : Prix Bordin pour En lisant les cahiers de Paul Valéry
- 1979 : Prix Anaïs Ségalas pour L’Acquiescement

## Œuvres (sélection)
- 1926 : Fonction de x (roman) et Nombre (mathématique)
- Images de Valéry
- 1928 : La Vie humaine (philosophie morale) aux éditions Kra sous le pseudonyme de Gilbert Mauge
- 1929 : Une enquête relative aux raisons qu'invoquent les Françaises pour obtenir le droit de suffrage, Paris, Alcan, 18 p.
- 1931 : Le Voyage dans l'esprit  (philosophie morale)
- 1935 : A la veille du suffrage féminin, l'Avenir français, Paris, Pedone, 201 p.
- 1935 : "Le vote des femmes", L'encyclopédie française, t. X, chap. II.
- 1937 : "La capacité civile de la femme mariée", La Revue de Paris, 15 mars.
- 1939 : La femme et ses droits (manifeste féministe)
- 1945 : Les Moralistes de l'intelligence  (philosophie morale)
- 1957 : Pluralités de l'être  (philosophie morale)
- 1964 : En lisant les cahiers de Paul Valéry, Paris, éditions universitaires, 1964, 3 vol.
- 1964 : essai sur Léon-Paul Fargue
- 1964 : biographie d'Anna de Noailles.
- 1972 : Spectateurs (philosophie morale)
- 1976 : De l'ennui (philosophie morale)
- 1978 : L'Acquiescement (philosophie morale)
- 1982, 1984 et 1989 : Flashes (mémoires en trois volumes)